# Butler (Illinois)
Butler és una població dels Estats Units a l'estat d'Illinois. Segons el cens del 2000 tenia 197 habitants.

## Demografia
Segons el cens del 2000, Butler tenia 197 habitants, 77 habitatges, i 50 famílies. La densitat de població era de 133,4 habitants/km².
Dels 77 habitatges en un 29,9% hi vivien nens de menys de 18 anys, en un 53,2% hi vivien parelles casades, en un 9,1% dones solteres, i en un 33,8% no eren unitats familiars. En el 31,2% dels habitatges hi vivien persones soles el 18,2% de les quals corresponia a persones de 65 anys o més que vivien soles. El nombre mitjà de persones vivint en cada habitatge era de 2,56 i el nombre mitjà de persones que vivien en cada família era de 3,2.
Per edats la població es repartia de la següent manera: un 28,4% tenia menys de 18 anys, un 6,1% entre 18 i 24, un 29,9% entre 25 i 44, un 18,8% de 45 a 60 i un 16,8% 65 anys o més.
L'edat mediana era de 35 anys. Per cada 100 dones de 18 o més anys hi havia 85,5 homes.
La renda mediana per habitatge era de 31.364 $ i la renda mediana per família de 32.500 $. Els homes tenien una renda mediana de 27.500 $ mentre que les dones 15.417 $. La renda per capita de la població era d'11.081 $. Aproximadament el 17,2% de les famílies i el 17,5% de la població estaven per davall del llindar de pobresa.

## Poblacions més properes
El següent diagrama mostra les poblacions més properes.